# Дик де Лонли
Дик де Лонли (Жорж Ардуен) (на френски: Dick de Lonlay, псевдоним на Georges Hardouin) е френски офицер, историк, журналист, политик и художник. Участник в Руско-турската война (1877 – 1878). Военен кореспондент.

## Биография
Жорж Ардуен е роден през 1846 г. в Сен Мало, Франция. Посвещава се на военното поприще. Служи в армията на Втората френска империя и достига до длъжността командир на полк. Напуска военната служба и специализира военна история.
Ориентира се към журналистиката в качеството си на военен кореспондент и художник. Приема псевдонима Дик де Лонли (Dick de Lonlay). Отразява Френско-пруската война (1870-1871) и публикува серия от кореспонденции и военни разкази, които илюстрира със собствени рисунки
Участва в Руско-турската война (1877 – 1878). Военен кореспондент на списание „Le Monde Illustre“ и вестник „La Moniteur universel“. Отразява главните събития с военни репортажи и ги илюстрира със свои рисунки. Сред тях е превземането на Ловеч на 22 август 1877 г. След войната ги издава в самостоятелното издание „Спомени от войната и пътуване като доброволец в 26-и казашки полк“ (1888). Впечатленията си публикува и в книгата „През България“ (1893).
Военен кореспондент и във Втората франско-виетнамска война (1883–1886).
Включва се в националистическото движение на генерал Жорж Буланже. Работи като редактор на вестник „Flag“, който е официален орган на Патриотичната лига, основана от Пол Деру (1889).
Умира на 23 септември 1893 г. в Москва.